# کورنلیا یاکوبز
کورنلیا یاکوبز (به انگلیسی: Cornelia Jakobs) (زاده ۹ مارس ۱۹۹۲) خواننده، ترانه‌سرا سوئدی است.
او نماینده سوئد در یوروویژن ۲۰۲۲ بود و به مقام چهارم دست یافت.